# Oscoz
Oscoz (Oskotz en euskera y de forma oficial) es una localidad española y un concejo de la Comunidad Foral de Navarra perteneciente al municipio de Imoz. 
Está situado en la Merindad de Pamplona, en la comarca de Ultzamaldea, en el valle de Imoz y a 30 km de la capital de la comunidad, Pamplona. Su población en 2014 fue de 68 habitantes (INE), su superficie es de 9,37 km² y su densidad de población es de 7,26 hab/km².

## Geografía física

### Situación
La localidad de Oscoz está situada en la parte central del municipio de Imoz. Su término concejil tiene una superficie de 9,37 km² y limita al norte con Echalecu; al este con Zarranz; al sur con Eraso y al oeste con Latasa.
|               | Norte: Echalecu |               |
| Oeste: Latasa |                 | Este: Zarranz |
|               | Sur: Eraso      |               |

## Demografía

### Evolución de la población
| Gráfica de evolución demográfica de Oscoz entre 2000 y 2010 |
|                                                             |
| Datos según el nomenclátor publicados por el INE.           |